# カイロ・モンテノッテ
カイロ・モンテノッテ(イタリア語: Cairo Montenotte)は、イタリア共和国リグーリア州サヴォーナ県にある、人口約13,000人の基礎自治体（コムーネ）。
フランス革命戦争の一環・イタリア戦役におけるモンテノッテの戦いが当地で行われた。

## 地理

### 位置・広がり

#### 隣接コムーネ
隣接するコムーネは以下の通り。括弧内のCNはクーネオ県所属を示す。
- アルビソーラ・スペリオーレ
- アルターレ
- カルカレ
- チェンジョ
- コッセーリア
- デーゴ
- ジュズヴァッラ
- ポンティンヴレーア
- サリチェート (CN)
- ゴッタセッカ (CN)
- サヴォーナ

### 地震分類
イタリアの地震リスク階級 (it) では、4 に分類される
。

## 行政

### 分離集落
カイロ・モンテノッテには、以下の分離集落（フラツィオーネ）がある。
- Bragno, Carnovale, Carretto, Ferrania, Montenotte Inferiore, Montenotte Superiore, Monti, Rocchetta Cairo, San Giuseppe, Ville

## 経済
市内フェッラーニア地区に、写真フィルム等のイメージング産業の企業、フェッラーニアが存在する。創業1923年。